# Associazione Calcio Verona 1942-1943
Questa voce raccoglie le informazioni riguardanti l'Associazione Calcio Verona nelle competizioni ufficiali della stagione 1942-1943.

## Stagione
Nella stagione 1942-43 la squadra scaligera vinse il proprio girone, qualificandosi così per il girone finale, nel quale arrivò seconda e venendo promossa in Serie B.
Capocannoniere della squadra fu Guido Tavellin con 15 reti. Seguito da Barbieri e Pellicari con 9; Mario Sdraulig con 8; Pastega con 7; Trevisani con 5; Cecconi e Pomponi con 3 reti ciascuno; Sabadini con 2 e Andreis, Andreoli, Bellesini, Calderoni, Cingolani, Dusi e Pollini con 1 rete ciascuno.

## Rosa
| N. |                   | Ruolo | Calciatore         |
| -- | ----------------- | ----- | ------------------ |
|    | Italia (bandiera) | P     | Core               |
|    | Italia (bandiera) | P     | Renato Manzini     |
|    | Italia (bandiera) | P     | Egidio Micheloni   |
|    | Italia (bandiera) | D     | Virginio Cartosio  |
|    | Italia (bandiera) | D     | Giulio Pellicari   |
|    | Italia (bandiera) | D     | Francesco Pesenti  |
|    | Italia (bandiera) | D     | Pollini            |
|    | Italia (bandiera) | D     | Anselmo Trentin    |
|    | Italia (bandiera) | D     | Nello Tomat        |
|    | Italia (bandiera) | D     | Edoardo Veneri     |
|    | Italia (bandiera) | C     | Orfeo Bellesini    |
|    | Italia (bandiera) | C     | Gastone Benettoni  |
|    | Italia (bandiera) | C     | Guerrino Calderoni |
|    | Italia (bandiera) | C     | Flavio Cecconi     |

| N. |                   | Ruolo | Calciatore        |
| -- | ----------------- | ----- | ----------------- |
|    | Italia (bandiera) | C     | Luigi Cingolani   |
|    | Italia (bandiera) | C     | Mario Mascalzoni  |
|    | Italia (bandiera) | C     | Carlo Sabadini    |
|    | Italia (bandiera) | C     | Guido Tavellin    |
|    | Italia (bandiera) | C     | Antonio Trevisani |
|    | Italia (bandiera) | C     | Giuseppe Zenari   |
|    | Italia (bandiera) | A     | Mario Andreis     |
|    | Italia (bandiera) | A     | Piero Andreoli    |
|    | Italia (bandiera) | A     | Antonio Barbieri  |
|    | Italia (bandiera) | A     | Aldo Dusi         |
|    | Italia (bandiera) | A     | Pastega           |
|    | Italia (bandiera) | A     | Angelo Pomponi    |
|    | Italia (bandiera) | A     | Mario Sdraulig    |